# Ханське кладовище (Бахчисарай)
Ханський цвинтар — мезарлик Ханського палацу у Бахчисараї.

## Опис
Розташований на південь від Великої мечеті. На ньому знайшли вічний спокій дев'ять кримських ханів, сорок п'ять членів ханського роду, а також придворна знать. На цвинтарі побудовані два дюрбе — північне («дюрбе Девлета І Ґерея» XVI ст. із шістьма похованнями) та південне («дюрбе Ісляма III Ґерея» XVII ст. — з дев'ятьма), а також ротонда з похованням Менґлі II Ґерея. Усередині обох дюрбе та вздовж стежок саду стоять пам'ятники, висічені з мармуру чи з вапняку. Поза мавзолеями їх налічують 98 (разом із окремими фрагментами пам'ятників). На жаль, багато надгробків зникло. Пам'ятники Ханського цвинтаря побудовані за єдиною схемою, складаються із кам'яного «саркофага» та двох вертикальних кам'яних стел по торцях. Стели в головах увінчані висіченими в камені зображеннями капелюха (чоловічого або жіночого) та прикрашені епітафіями. Ці епітафії можуть мати характер як лаконічного заклику до молитви за душу покійного, так і цілого поетичного твору, описового або філософського.
Як повідомляв біограф ханського роду Халім Ґерей, у Хансараї поховані такі правителі Кримської держави:
- Девлет I Ґерай, 1577 р. (пам'ятник не зберігся);
- Гази II Ґерай, 1607 р. (пам'ятник не зберігся);
- Іслям III Ґерай, 1654 р. (пам'ятник не зберігся);
- Мехмед IV Ґерай, 1674 р. (пам'ятник зберігся);
- Селім I Ґерай, 1704 р. (пам'ятник не зберігся);
- Менґлі II Ґерай, 1739 р. (пам'ятник зберігся);
- Селім II Ґерай, 1748 р. (пам'ятник зберігся);
- Арслан Ґерай, 1767 р. (пам'ятник зберігся);
- Кирим Ґерай, 1769 р. (пам'ятник зберігся).

## Світлини

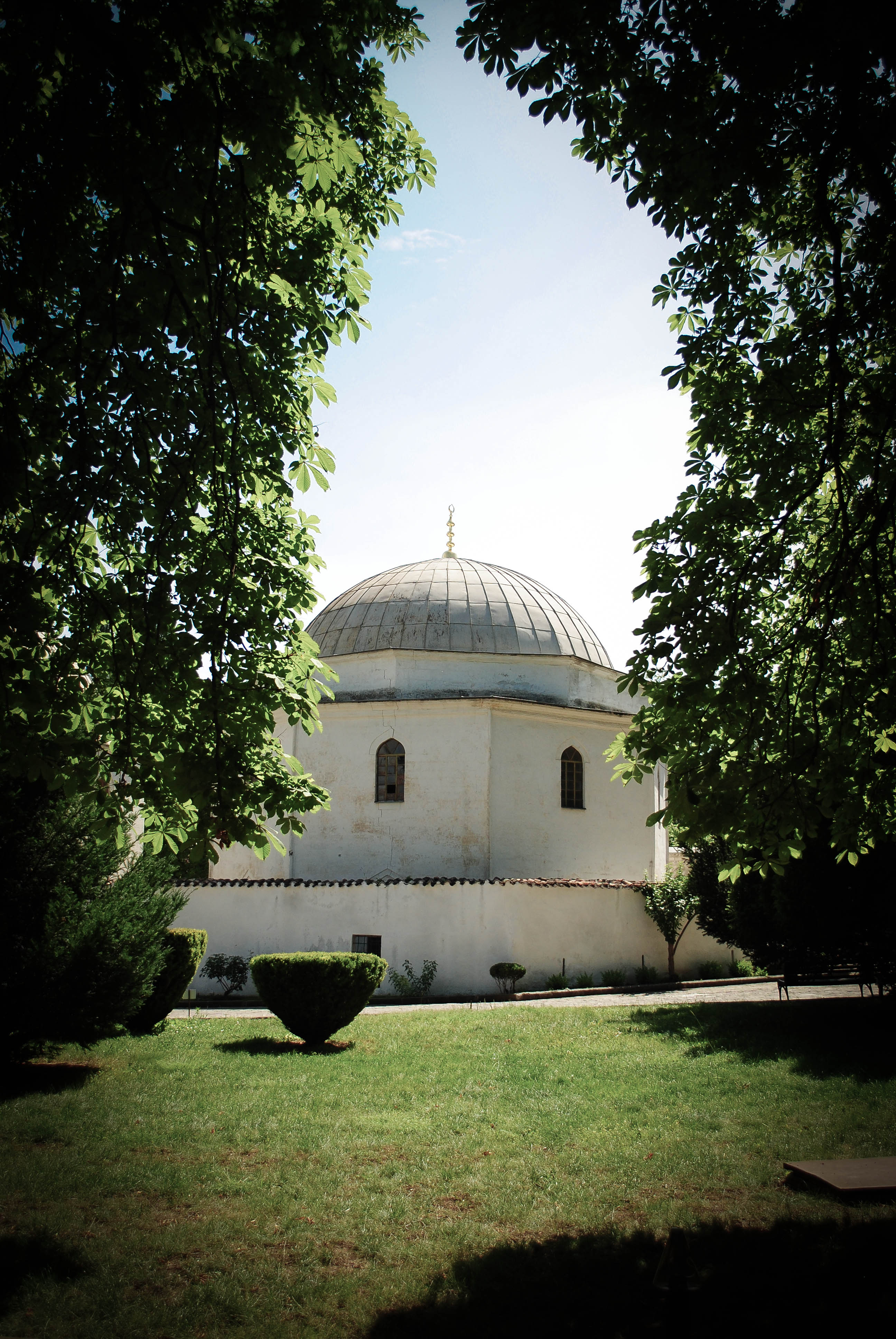
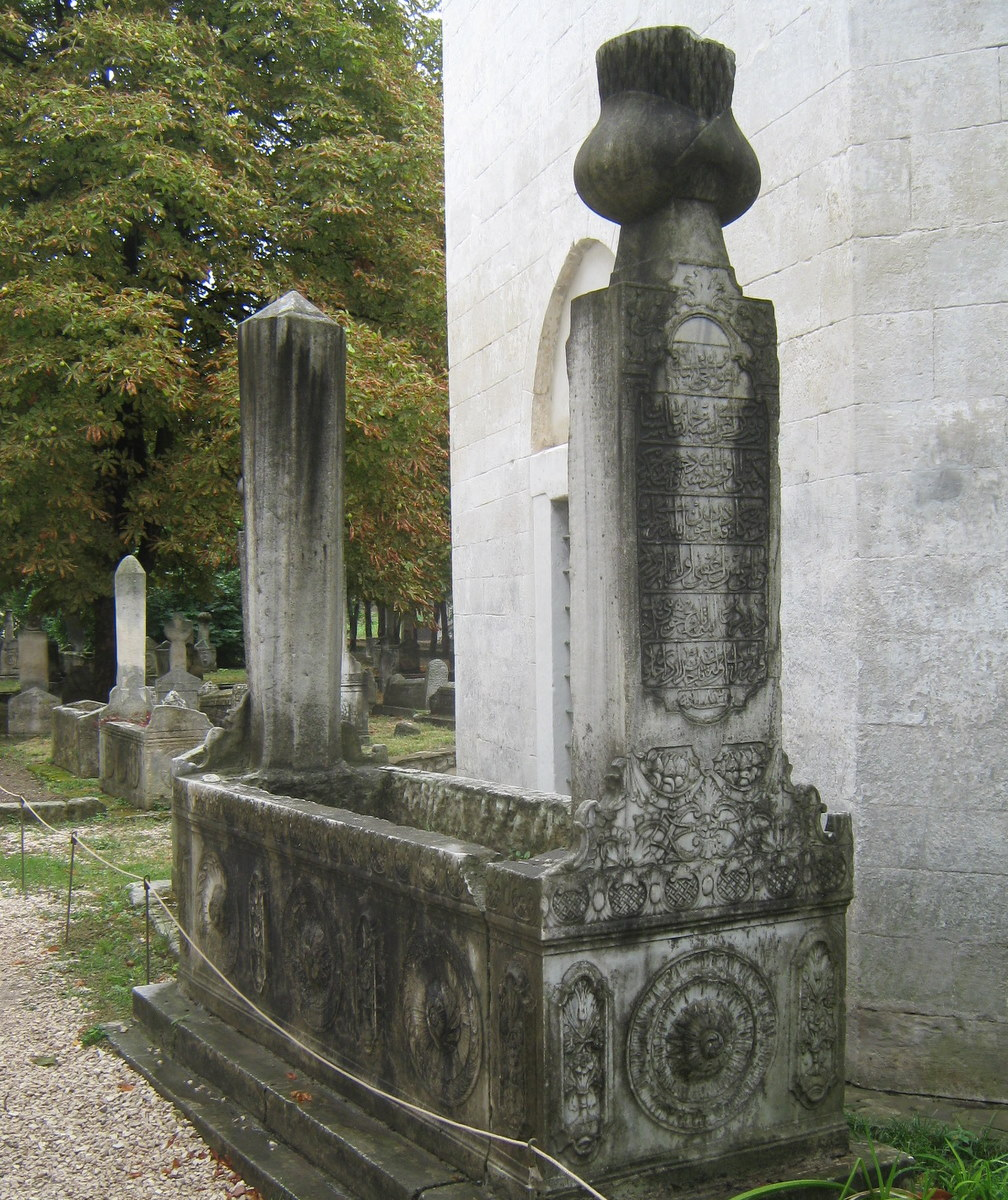
Могила Кирима Герая
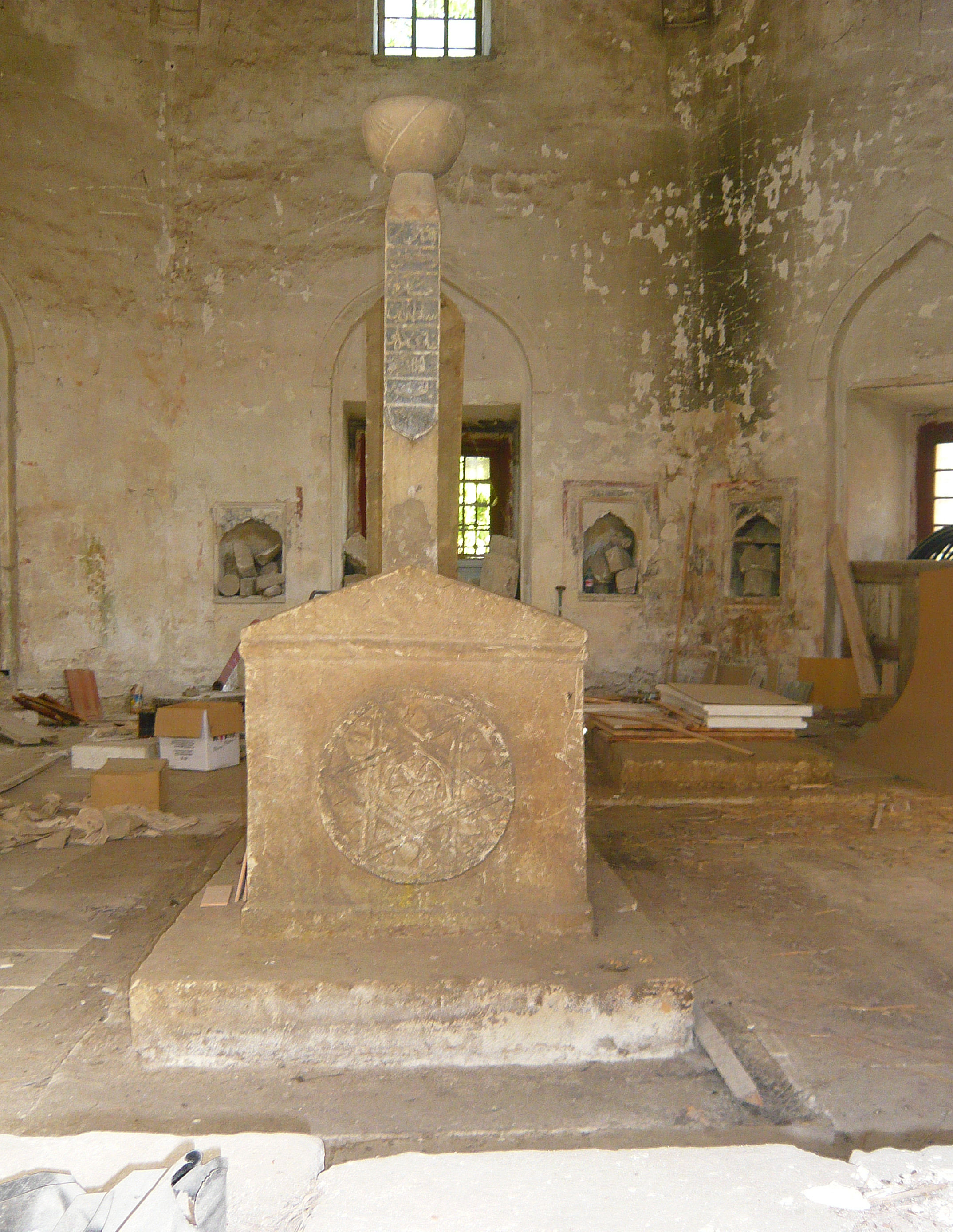
Мавзолей Ісляма III Ґерая
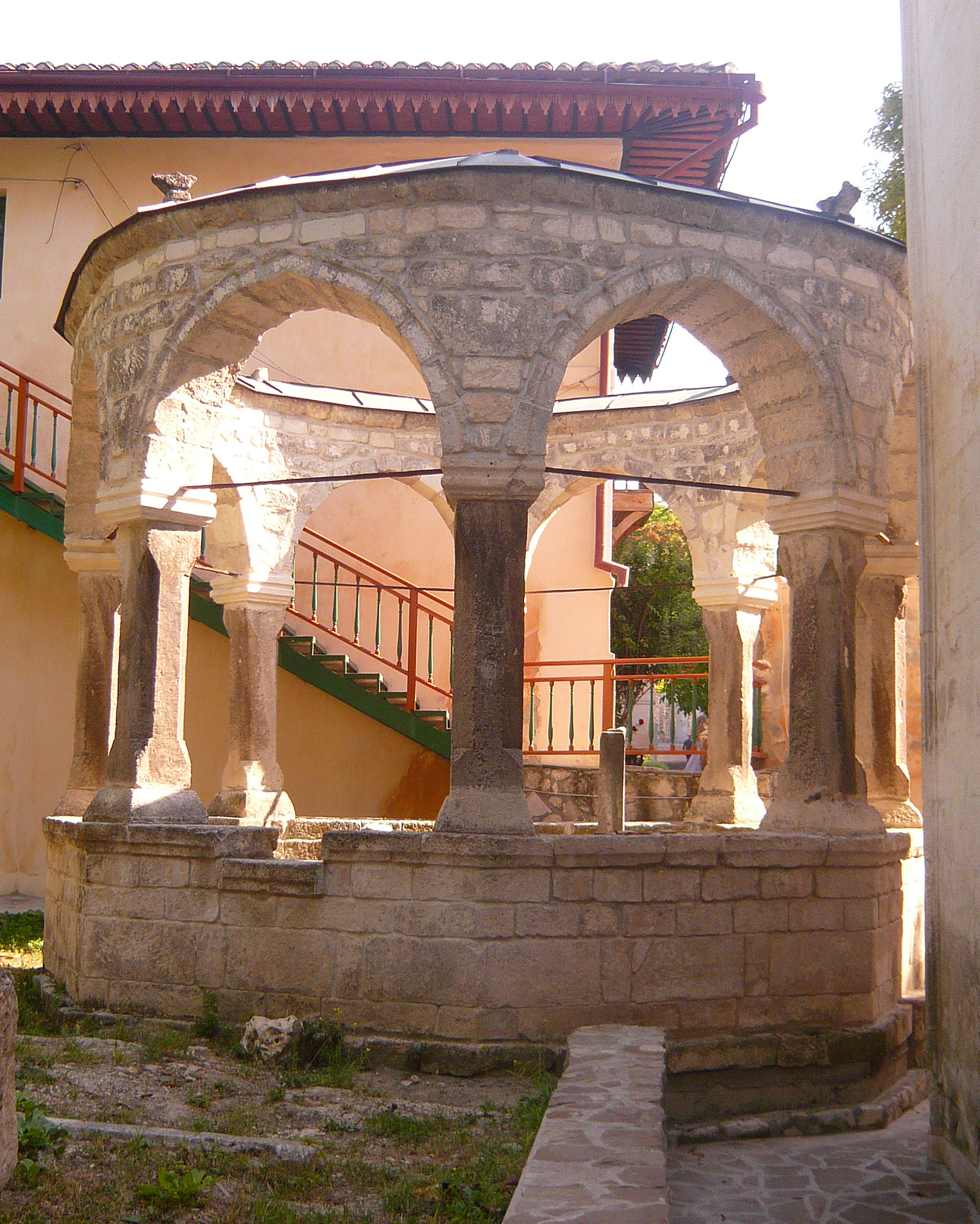
Ротонда Менґлі II Ґерая
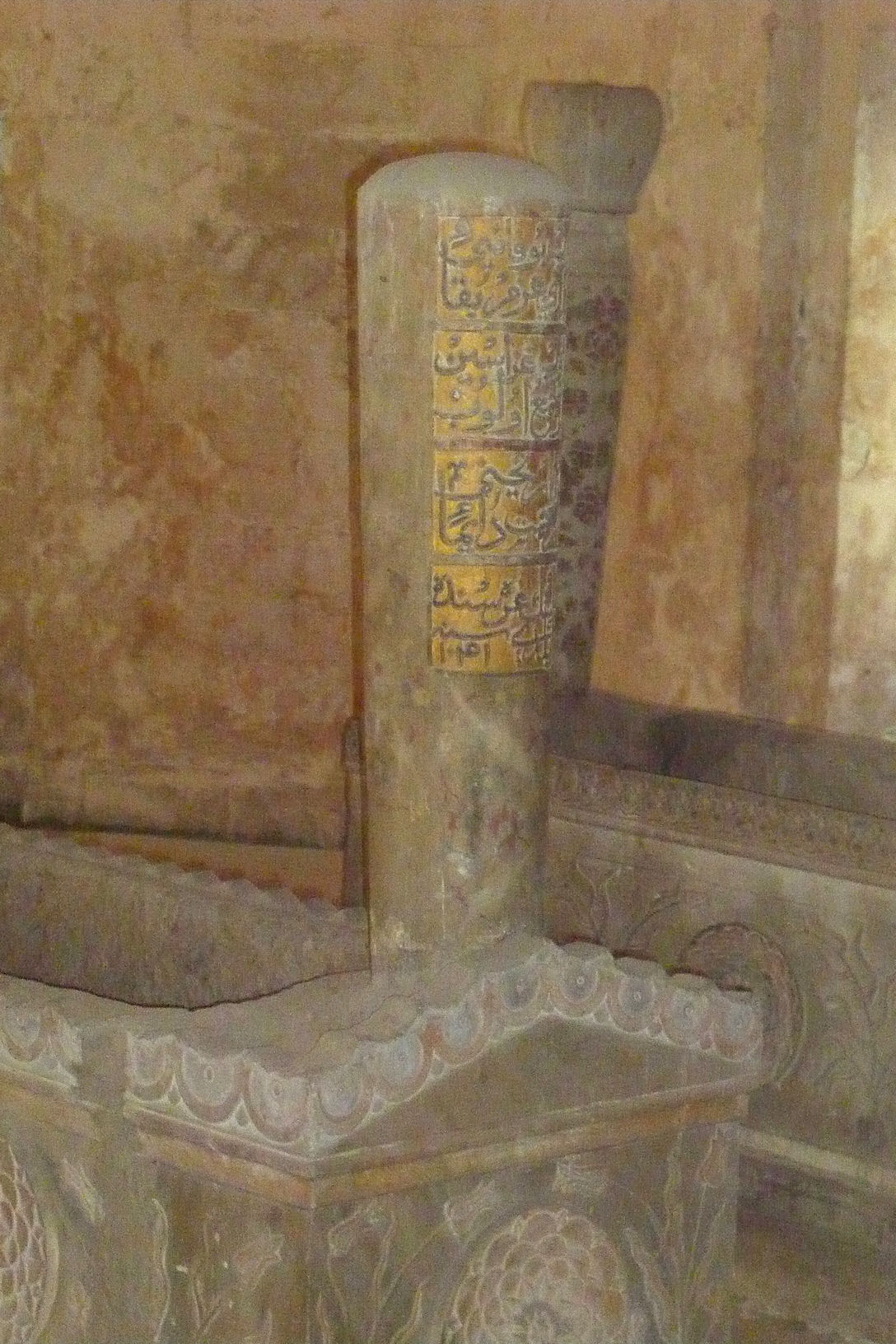
Мавзолей Девлета І Ґерая
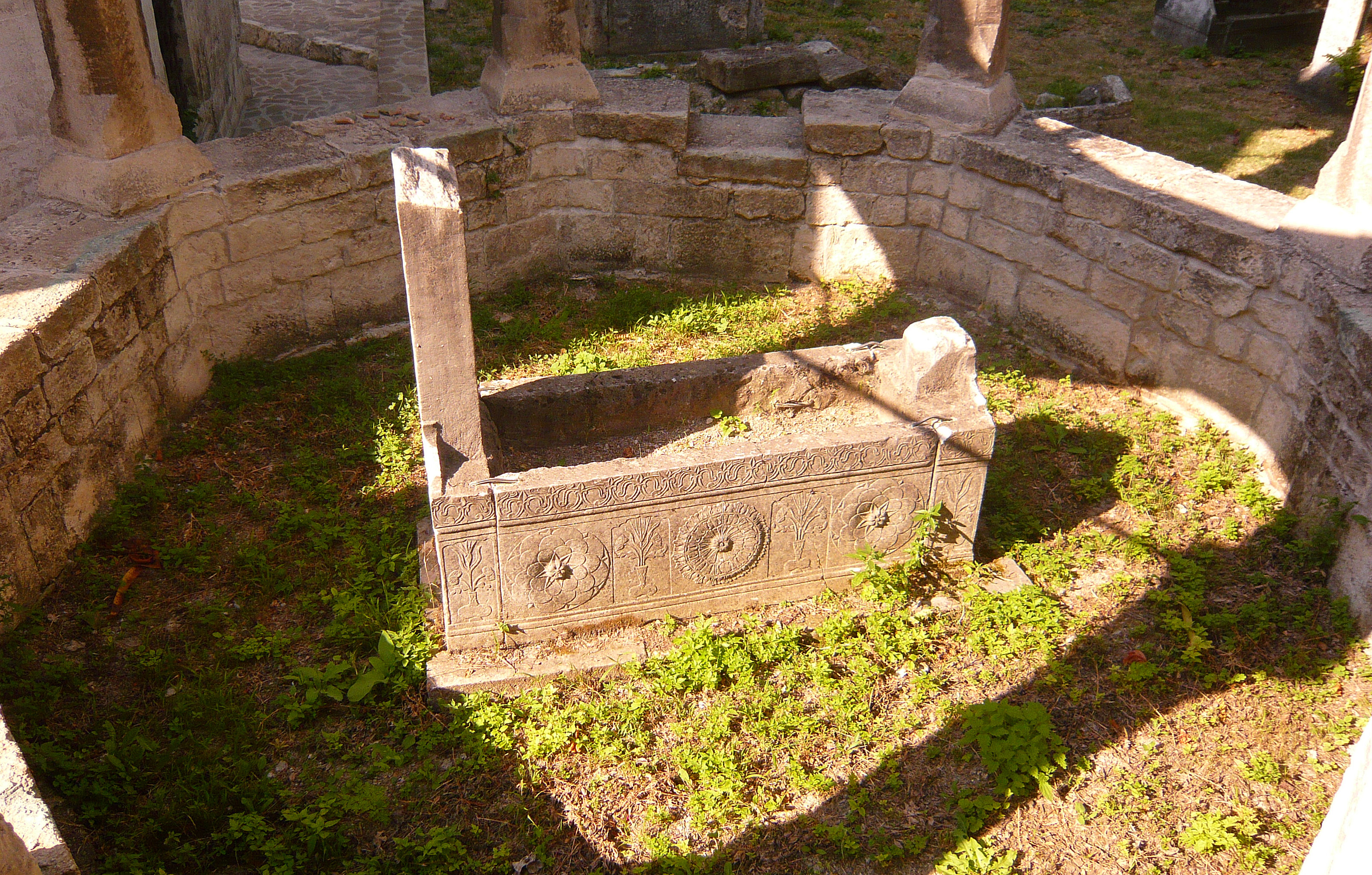
Ротонда Менґлі II Ґерая
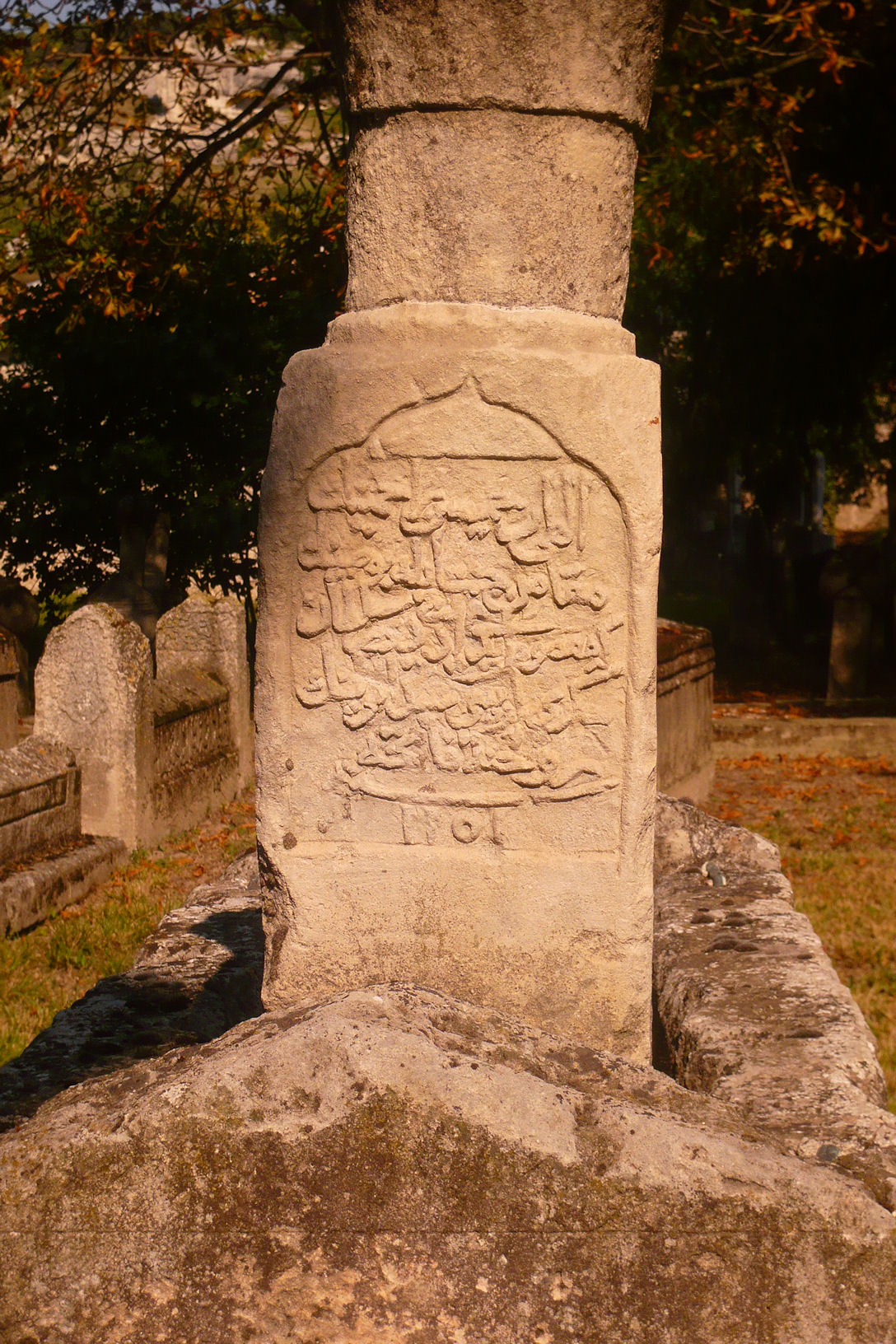
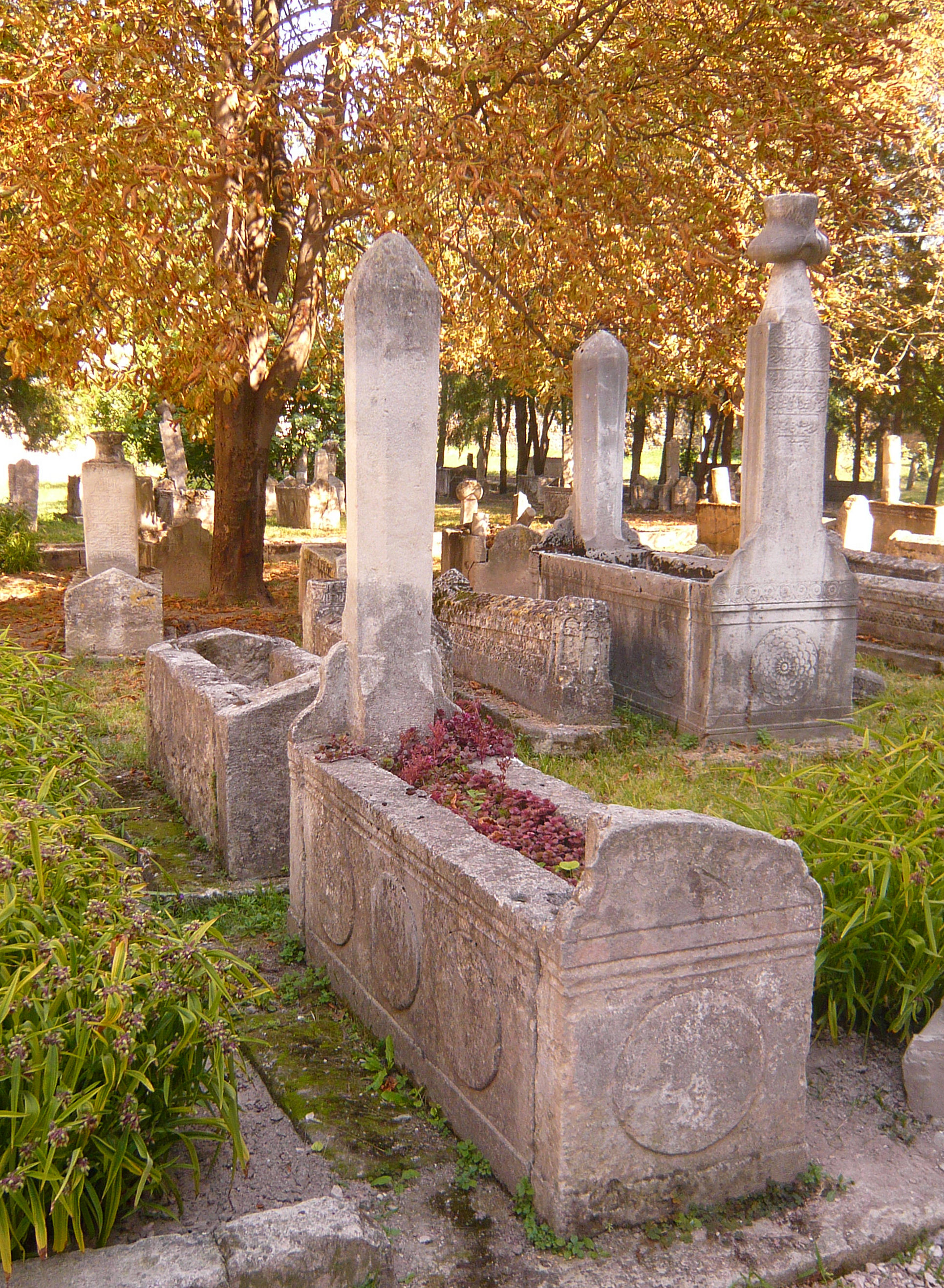
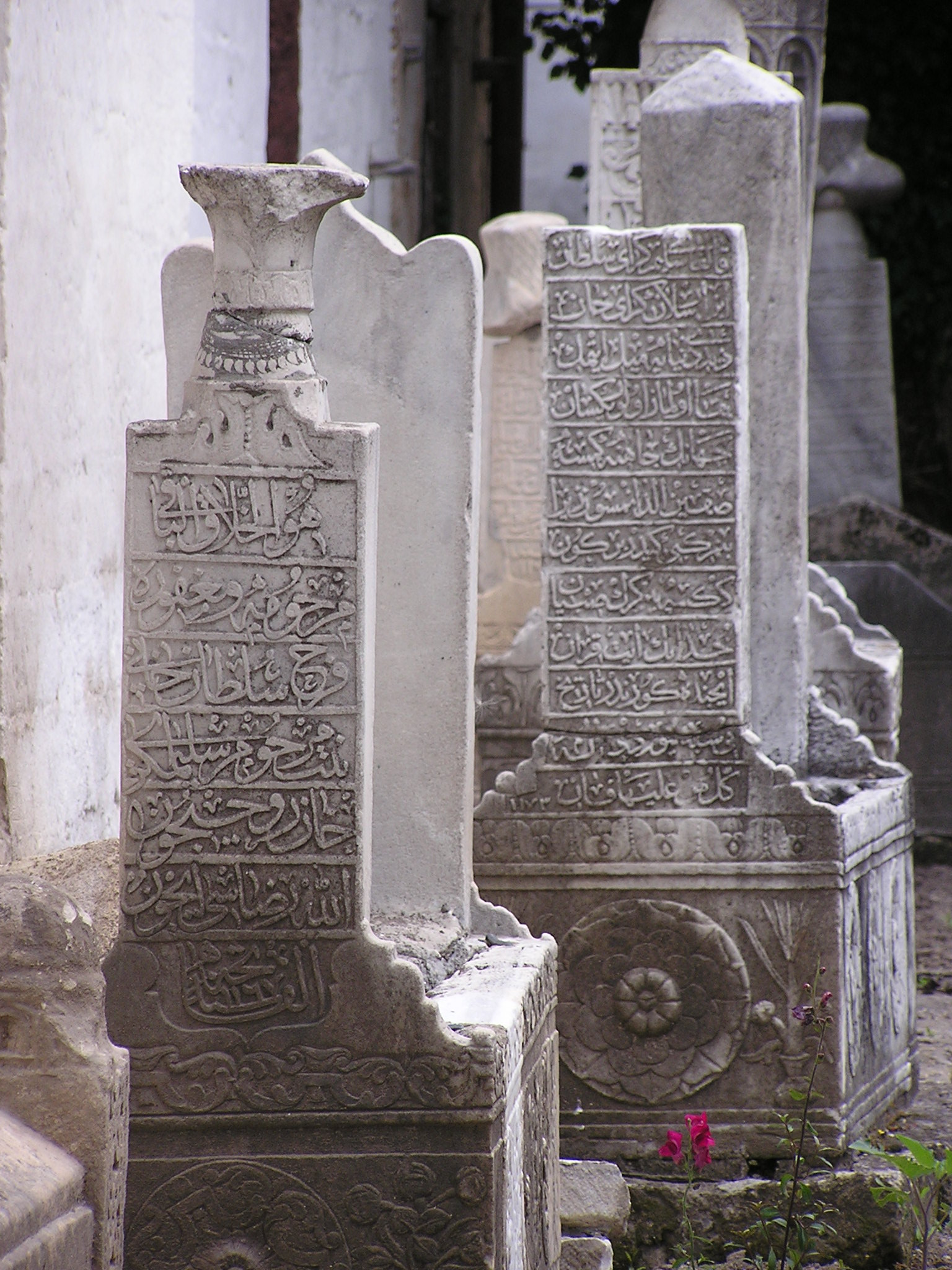